# NGC 3546
NGC 3546 est une galaxie lenticulaire située dans la constellation de la Coupe. NGC 3546 a été découverte par l'astronome américain Frank Müller en 1886.

## Caractéristiques
Sa vitesse par rapport au fond diffus cosmologique est de 4 824 ± 35 km/s, ce qui correspond à une distance de Hubble de 71,1 ± 5,0 Mpc (∼232 millions d'al).
À ce jour, une mesure non basée sur le décalage vers le rouge (redshift) donne une distance d'environ 60,800 Mpc (∼198 millions d'al). Cette valeur est à l'extérieur mais compatible avec les valeurs de la distance de Hubble. Notons cependant que c'est avec la valeur moyenne des mesures indépendantes, lorsqu'elles existent, que la base de données NASA/IPAC calcule le diamètre d'une galaxie et qu'en conséquence le diamètre de NGC 3546 pourrait être d'environ 26,0 kpc (∼84 800 al) si on utilisait la distance de Hubble pour le calculer.